# Norajr Hachojan
Norajr Hachojan (orm. Նորայր Հախոյան; ur. 31 stycznia 1997) – ormiański zapaśnik startujący w stylu klasycznym. Zajął piąte miejsce na mistrzostwach świata w 2018 i 2021. 
Trzeci na ME U-23 w 2018 roku. 